# Myrcia gatunensis
Myrcia gatunensis är en myrtenväxtart som beskrevs av Paul Carpenter Standley. Myrcia gatunensis ingår i släktet Myrcia och familjen myrtenväxter.
Artens utbredningsområde är Panamá. Inga underarter finns listade i Catalogue of Life.